# Walker Books
Walker Books je britské nezávislé knižní nakladatelství založené v roce 1978 Sebastianem Walkerem, Amelií Edwards a Wendy Boase. V roce 1991 se firma rozšířila do Spojených států amerických, kde založila sesterskou společnost Candlewick Press. Amelii Edwards byla v roce 2001 jako umělecké ředitelce nakladatelství Walker Books udělena medaile Eleanor Farjeonové za přínos dětské literatuře. Na oficiálním logu společnosti je medvěd držící svíčku; autorem je Helen Oxenbury.